# Naters
Naters es una comuna suiza del cantón del Valais, localizada en el distrito de Brig. Limita al norte con las comunas de Blatten y Fieschertal, al este con Betten, Riederalp y Bitsch, al sur con Termen y Brig, y al oeste con Birgisch, Mund y Baltschieder.